# Atribalus truncatus
Atribalus truncatus är en skalbaggsart som först beskrevs av Schmidt 1889.  Atribalus truncatus ingår i släktet Atribalus och familjen stumpbaggar. Inga underarter finns listade i Catalogue of Life.